# أليكساندر مارك
أليكساندر مارك (بالروسية: Александр Маркович Липянский)‏ هو كاتب وفيلسوف فرنسي، ولد في 19 يناير 1904 في أوديسا في أوكرانيا، وتوفي في 22 فبراير 2000 في فينس في فرنسا.